# خدایان آمریکایی (مجموعه تلویزیونی)
خدایان آمریکایی (انگلیسی: American Gods) نام مجموعه تلویزیونی برگرفته از کتابی به همین نام از نیل گیمن است که در سال ۲۰۰۱ منتشر شد. برایان فولر و مایکل گرین توسعه دهندگان این مجموعه هستند که از شبکه کابلی استارز پخش می‌شود. فولر و گرین شورانر این مجموعه نیز هستند. بازیگر اصلی آن ریکی ویتل در نقش شَدو (به انگلیسی: Shadow) است. اولین قسمت این مجموعه در ۳۰ آوریل ۲۰۱۷ از شبکه استارز پخش شد و بعد از پخش سه قسمت، بلافاصله برای فصل دوم تمدید شد.

## داستان
داستان اصلی مجموعه دربارهٔ شخصیتی به نام شَدو مون است که به سه سال حبس در زندان محکوم شده‌است. در حالی که تنها چند روز از دوران محکومیت او باقی مانده‌است، شَدو به علّت کشته شدن همسرش زودتر از زندان آزاد می‌شود. او سپس با فردی به نام چهارشنبه آشنا می‌شود که به او پیشنهاد کار می‌دهد. چهارشنبه در ظاهر فرد حیله‌گری به نظر می‌رسد که به دنبال استخدام شَدو به عنوان محافظ خود است؛ ولی در واقع او یکی از خدایان به نام اودین است. چهارشنبه در حال مسافرت به دور آمریکا و جمع کردن خدایان قدیم است که اکنون خود زندگی آمیخته با سبک زندگی آمریکایی دارند، تا برای رودرویی با خدایان جدید، از جمله خدای تکنولوژی و رسانه، که هر روز قوی‌تر می‌شوند آماده شوند.

## بازیگران

### اصلی
- ریکی ویتل در نقش شَدو مون، یک زندانی سابق که همراه و محافظ آقای چهارشنبه است.
- امیلی براونینگ در نقش لورا مون، همسر شَدو مون
- کریسپین گلاور در نقش آقای جهان، خدای جدید جهانی‌شدن، رهبر خدایان جدید
- بروس لنگلی در نقش پسر تکنیکال، خدای جدید فناوری
- یتید بداکی در نقش بلقیس، الههٔ قدیمی عشق
- پابلو شرایبر در نقش مد سووینی، یک لپرکان در استخدام آقای چهارشنبه که با او دچار اختلافاتی شده‌است.
- ایان مک‌شین در نقش آقای چهارشنبه، یک حیله‌گر و خدای قدیم اودین

### مکمل
- جاناتان توکر در نقش لوکی لی‌اسمیت، از دوستان شُدو در زندان
- کلوریس لیچمن در نقش زورایا ورشنینیا، مسن‌ترین سه خواهر که برای جلوگیری از مصیبت‌های فراموش شده طالع بینی می‌کنند.
- پیتر استورماره در نقش چِرنبُگ، خدای تاریکی و شر اسلاو که به اهداف آقای چهارشنبه مشکوک است و میلی برای کمک به او ندارد.
- کریس اوبی در نقش آقای جکل، خدای مصری مرگ آنوبیس
- موسی کریش در نقش جن، یه موجود خیالی از آتش که نگران امنیت خود است و قصد دارد از آمریکا فرار کند.
- جیلین اندرسون در نقش رسانه، چهره عمومی و سخنگوی خدایان جدید
- امید ابطحی در نقش سلیم، یک خارجی که دچار شکست عشقی شده‌است.
- اورلاندو جونز در نقش آقای ننسی، خدای حقه‌باز آفریقایی آنانسی
- دمور بارنز در نقش آقای آیبس، نگهدارنده و محافظ داستان‌های گذشته و حال، تحوت
- دین کوک در نقش رابی، بهترین دوست شدو
- کریستن چنووس در نقش ایستر، خدای آلمانی سپیده‌دم[۱]
- کوربین برنسن در نقش وولکان، یک شخصیت جدید که گیمن تنها برای مجموعه تلویزیونی ساخته است. او خود را وقف و مقید به سلاح کرده‌است.[۲]
- جرمی دیویس در نقش عیسی، پسر دلسوز خدا که اشاره کوتاهی به او در کتاب شده‌است.[۳]
- بت گرانت در نقش جک، مالک باری که در آن شَدو با آقای چهارشنبه ملاقات می‌کند[۴]
- کانفیدنس در نقش اوکی، برده‌ای ترسو که انقلابی به راه می‌اندازد.[۵]